# さあぺんと
さあぺんと（SIRPENT
）は、イラストレーター・ゲーム原画家。
1998年に一般作および18禁作品で原画家としてデビュー。
2000年前後にはマイクロキャビンのコンシュマー用作品を手がけ、2002年からはシーディーブロス系列のブランドでアダルトゲームの原画に携わる。
2008年以降はMASTERUP系列の各ブランドの作品の原画を担当している。
商業作品以外では、同人サークル「studio砂時計」および「B:side」（男の娘ジャンルに特化）にて同人活動を行っており、過去に商業作で自ら手がけた作品（全年齢向け『マリオネットカンパニー』・成人向け『しーしーしんどろーむ』など）を積極的に題材とする点が特徴的と言える。

## 作品一覧
※「SS版」「PS版」「DC版」など特記されていない作品はすべてPC用アダルトゲーム。
- 1998年4月16日 - 英雄志願 GAL ACT HEROISM（マイクロキャビン）※SS版
- 1998年7月31日 - 魔女になりたい!（Trush）
- 1998年11月13日 - 暗闇2 〜閉ざされた迷宮〜（Melody）
- 1999年5月20日 - マリオネットカンパニー（マイクロキャビン）※PS版
- 2000年5月18日 - マリオネットカンパニー2（マイクロキャビン）※PS版・DC版
- 2001年10月12日 - ディスグレイス（PRIMA）
- 2002年8月6日 - ニャンニャンしちゃう!!（トラヴュランス）
- 2002年7月19日 - しーしーしんどろーむ（暗闇通信）
- 2003年2月21日 - 女の子のヒミツ（暗闇通信）
- 2003年4月18日 - せふれ☆しんどろーむ（暗闇通信）
- 2003年10月17日 - みんなでニャンニャン（暗闇通信）
- 2004年6月4日 - 弄ing（暗闇通信）
- 2004年8月6日 - ちちうし（CD-BROS）※原画担当者8人のうち1人。
- 2004年11月26日 - すずり先生と26個のエッチなおっぱい（ハートブリガン）[2]
- 2005年4月15日 - メイドさんは人妻 〜美弥子さんの誘惑日記〜（ポアシャラ）
- 2005年9月2日 - 露出の女神さま 石田観月編（ポアシャラ）
- 2005年10月7日 - 露出の女神さま 胡桃沢久美子編（ポアシャラ）
- 2005年11月4日 - 露出の女神さま 大塚彩香編（ポアシャラ）
- 2005年12月2日 - 露出の女神さま 星野絵美編 （ポアシャラ）
- 2005年12月30日 - 露出の女神さま 露出女神さまとハーレム編（ポアシャラ）
- 2006年6月30日 - 闇の僭王 〜聖女汚辱〜（サイクスJ）[3]
- 2007年7月20日 - 淫行可憐同好会（WestVision）
- 2007年12月7日 - 孕ませ催眠プリンセス（EROTICA BLACK）
- 2008年5月9日 - 淫触の退魔巫女 楓（EROTICA BLACK）
- 2009年3月6日 - エルフの姉弟 〜寝取り孕ませ恋人交換〜（おとこの娘倶楽部）
- 2009年4月10日 - エルフのお姫様 〜子づくり乱交で孕ませてっ!〜（おとこの娘倶楽部）
- 2009年9月18日 - ご近所裏サークル 〜性教育はママにお任せ!〜（EROTICA PEACH）
- 2010年6月18日 - エルフ軍の姉妹 〜麗しき禁断の遊び〜（おとこの娘倶楽部）
- 2011年1月7日 - 放課後裏レッスン 〜性教育は先生にお任せ!〜（EROTICA PEACH）
- 2011年9月16日 - みなみくんの受難 〜強制性転換ご乱交〜（EROTICA PEACH）
- 2012年7月20日 - 放課後女装☆ネットアイドル 〜皆の為の性ペット〜（おとこの娘倶楽部）
- 2013年3月29日 - 放課後女装☆ツンデレビッチ 〜アイツは僕のセックスフレンド…だったのに?!〜（おとこの娘倶楽部）